# Тюменська ТЕЦ-1
Тюменська ТЕЦ-1 — теплова електростанція у Тюменській області Росії.
В 1960 році на майданчику станції стала до ладу перша парова турбіна потужністю 25 МВт. До 1972 року запустили ще шість турбін:
- одну потужністю 25 МВт;
- дві виробництва Ленінградського металічного заводу типу ВПТ-50-3 потужністю по 50 МВт (станційні номери 3 та 4);
- три від Уральського турбінного заводу типу Т-100-130 потужністю по 100 МВт (номери 5 — 7).

Роботу турбін забезпечували численні парові котли, зокрема, відомо про існування щонайменше 10 котлів Барнаульского котельного заводу типу БКЗ-210-140Ф (номери 4 — 13) продуктивністю по 210 тонн пари на годину. Також для збільшення теплової потужності в якийсь момент ТЕЦ доповнили чотирма водогрійними котлами типу ПТВМ-180 продуктивністю по 180 Гкал/год.
Надалі турбіни № 3 та № 4 модернізували до рівня ПТ-60-130/13 зі збільшенням потужності до 60 МВт.
Станом на початок 2002 року в роботі залишались турбіни № 3 — № 7, що забезпечувало ТЕЦ потужність у 420 МВт (фактична — 394 МВт) при тепловій потужності 1552 Гкал/год.
В 2004 та 2011 роках стали до ладу дві установки потужністю по 190 МВт, що використовують технологію комбінованого парогазового циклу (друга парогазова установка була змонтована на місці турбін № 3 та № 4). Кожна з них має одну газову турбіну потужністю 68 МВт (для першої установки постачена Siemens, для другої — виготовлена італійською Ansaldo за ліцензією Siemens), один котел-утилізатор та одну парову турбіну від російського виробника «Силові машини» типу Т-130/160-12,8 потужністю 130 МВт (160 МВт у конденсаційному режимі). Враховуючи співвідношення потужності газових та парових турбін, останнім недостатньо продукції лише утилізатора та необхідне додаткове живлення від парових котлів. У випадку зупинки газової турбіни установка може працювати лише в паросиловому режимі з потужністю 95 МВт.
В 2018-му турбіна № 7 була переномінована до типу Т-94-120 зі зменшенням потужності до 94 МВт.
Станом на початок 2020-х електрична потужність ТЕЦ рахувалась як 682 МВт при тепловій потужності 1815 Гкал/год.
Перші два десятиліття станція працювала на торфі, а в 1979—1985 роках була переведена на природний газ, що надходить до Тюмені від газопроводу Уренгой – Челябінськ.
Для видалення продуктів згоряння призначені кілька димарів. На початку 2020-х власник ТЕЦ оголосив про намір знести димар № 1 заввишки 120 метрів.
Воду для охолодження отримують із річки Тура.
Видача продукції відбувається під напругою 110 кВ.